# بخش مالت، شهرستان مورگان، اوهایو
بخش مالت (به انگلیسی: Malta Township) یک منطقهٔ مسکونی در ایالات متحده آمریکا است که در شهرستان مورگان، اوهایو واقع شده‌است.
 بخش مالت ۶۷٫۹ کیلومتر مربع مساحت و ۱٬۹۶۴ نفر جمعیت دارد و ۲۳۷ متر بالاتر از سطح دریا واقع شده‌است.